# Музей Старой Герцеговины

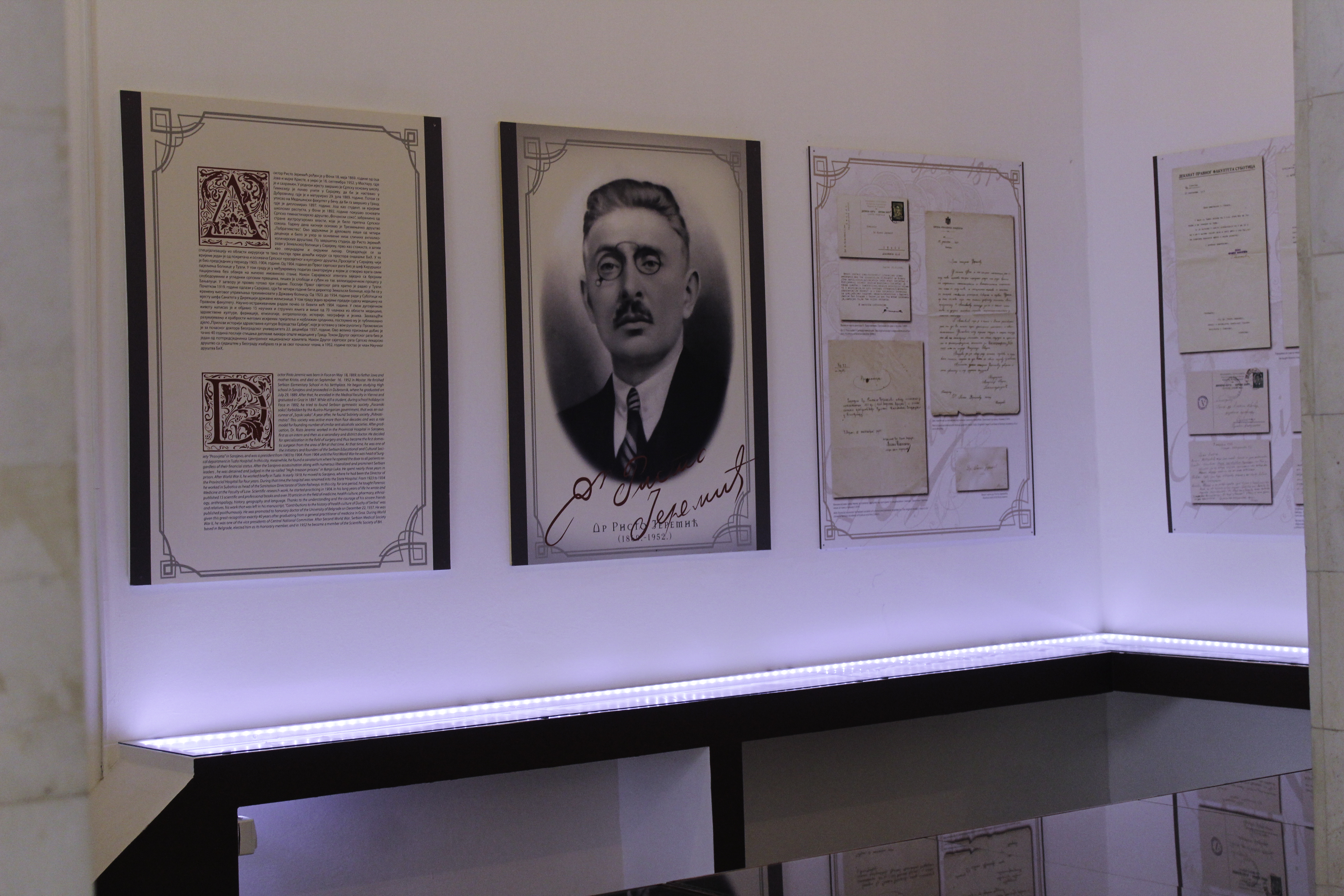
Часть выставки доктора Ристо Еремича

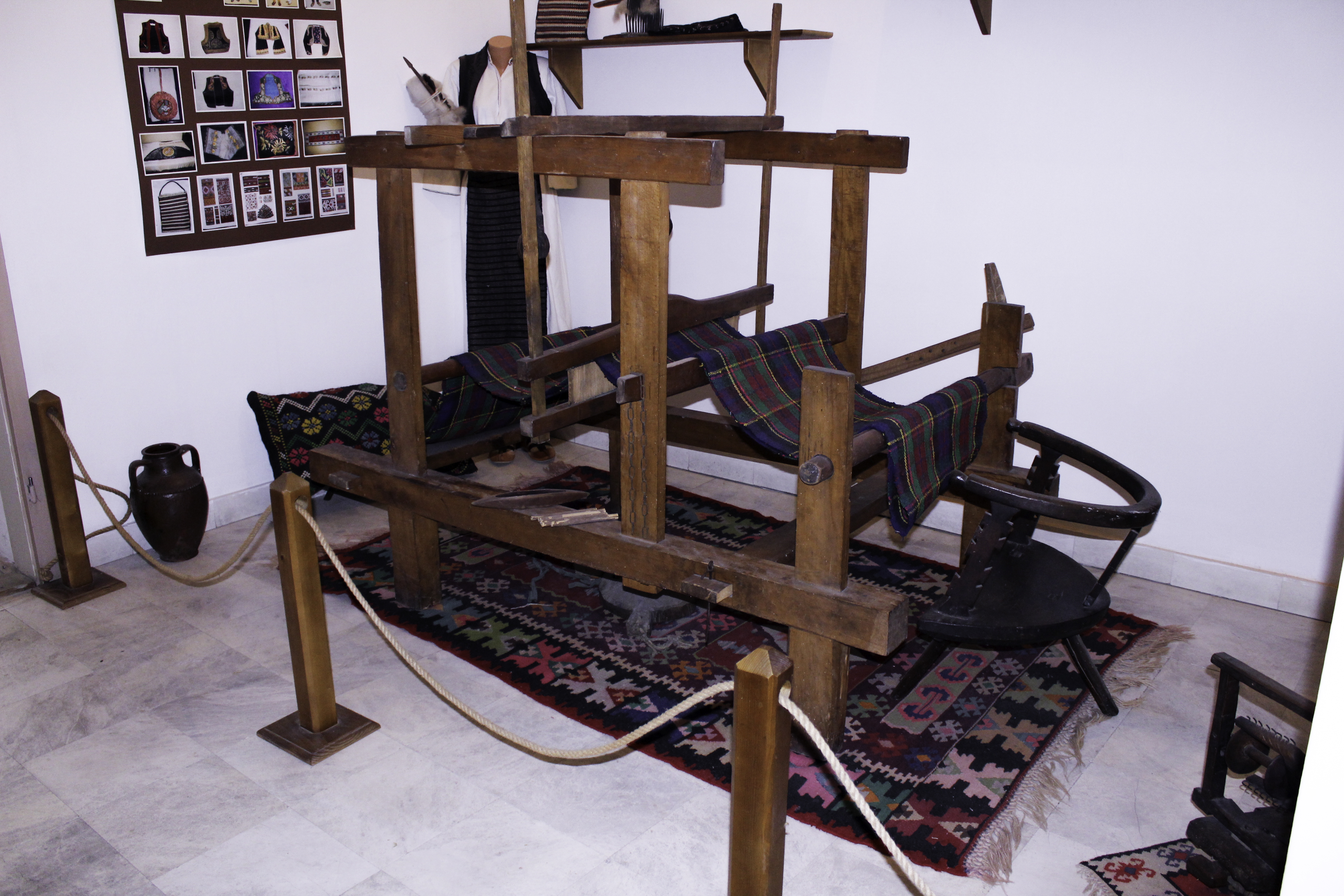
Станок — часть этнографической выставки

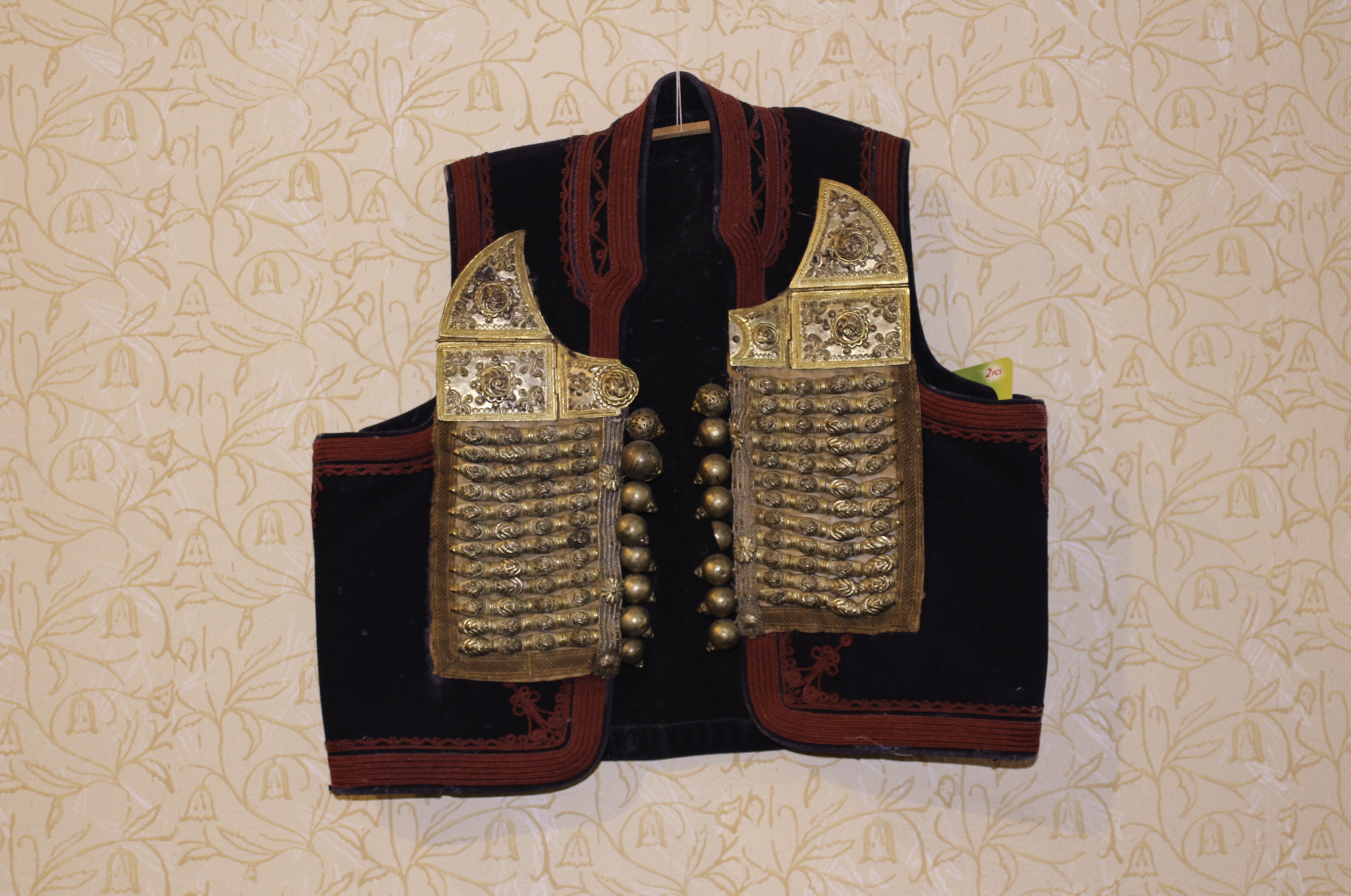
Токе — часть сербского народного костюма

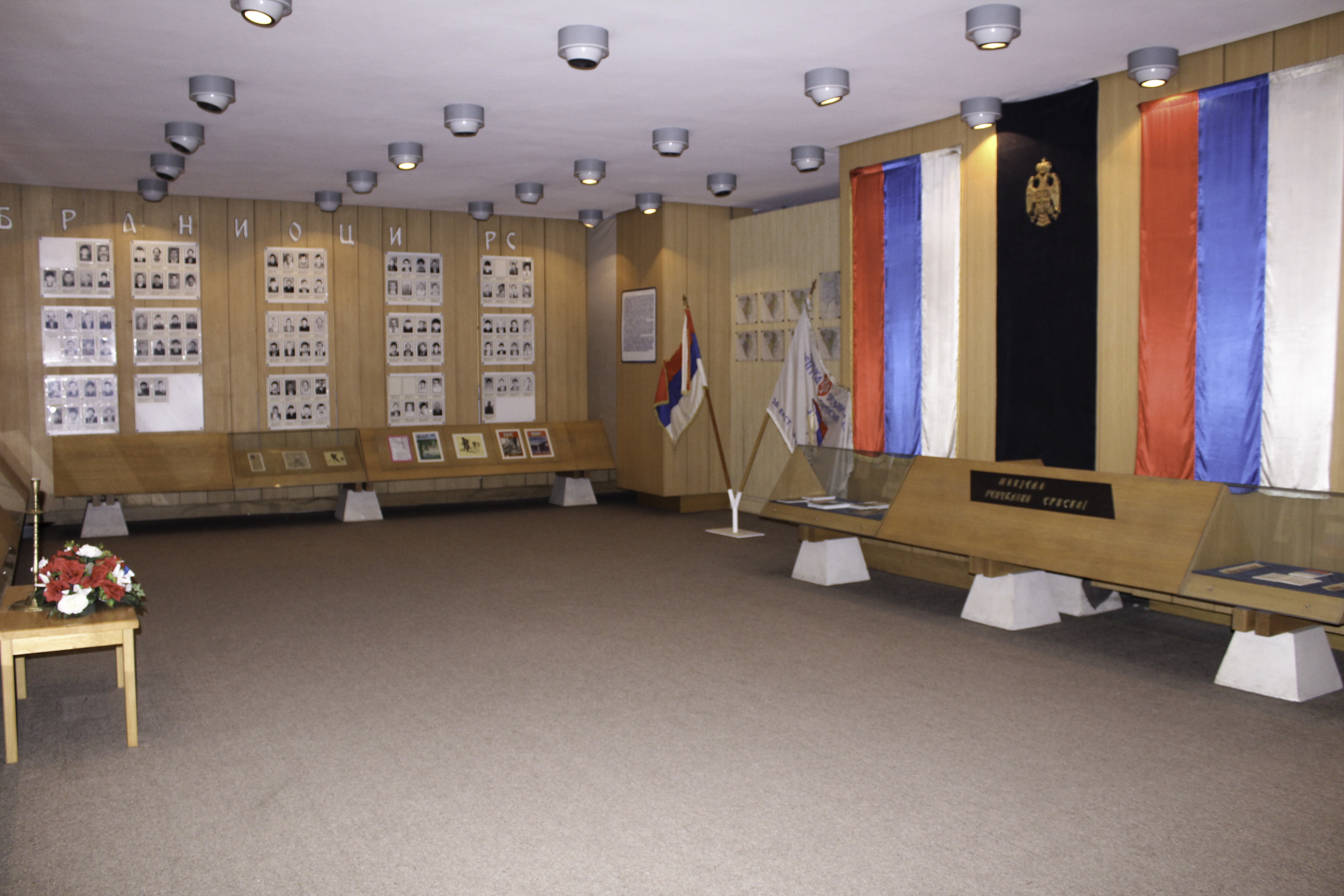
Выставка-мемориал военным и гражданским, погибшим в Боснийскую войну

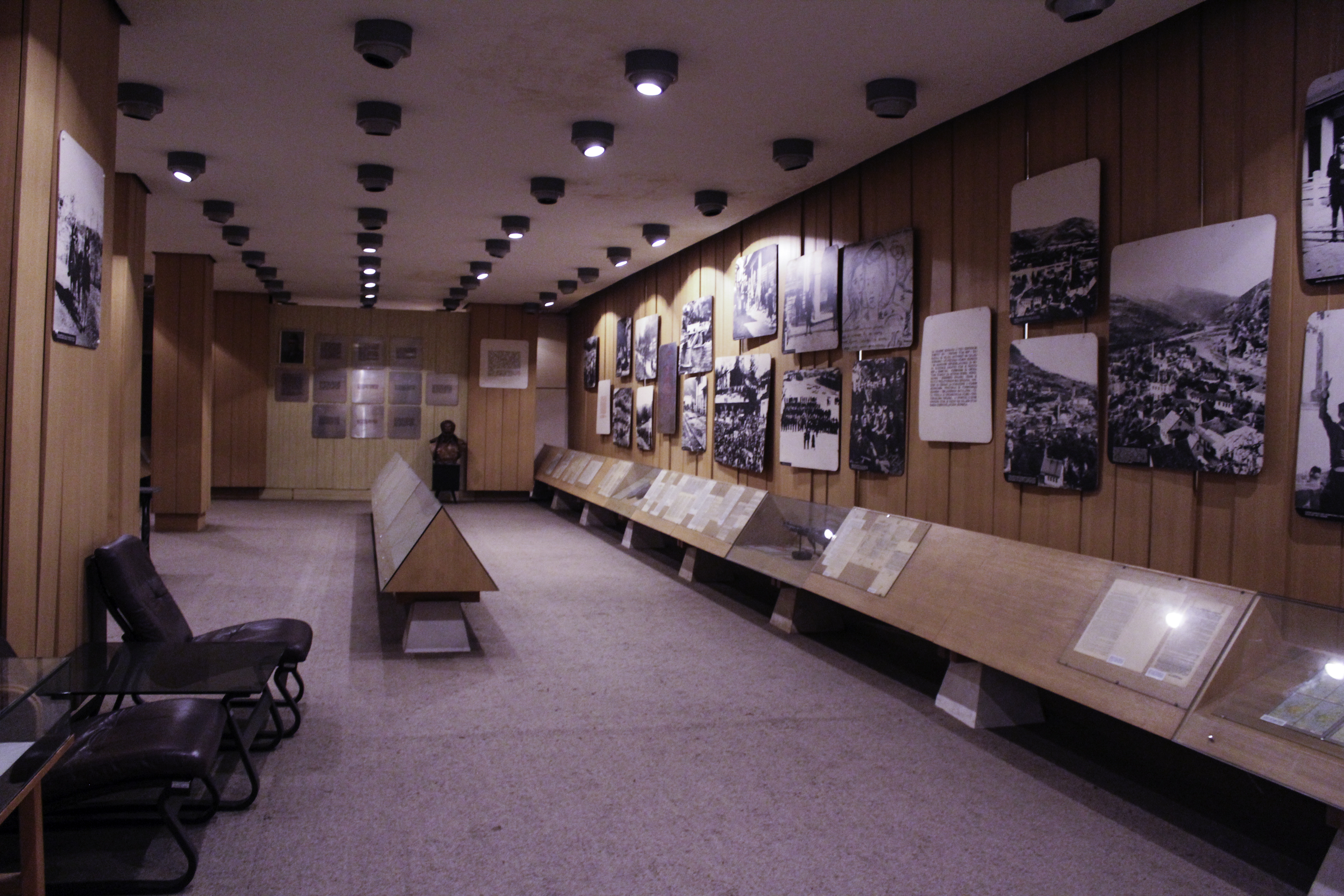
Выставка Народно-освободительной войны Югославии

Музей Старой Герцеговины (серб. Музеј Старе Херцеговине) — музей, расположенный в Республике Сербской (Босния и Герцеговина) в городе Фоча. Основан в 1956 году, содержит пять выставок. Располагается в здании бывшей гостиницы «Герстл» на площади Короля Петра.

## История
Здание гостиницы «Герстл» было построено в 1906 году и разрушено во время Второй мировой войны. В послевоенные годы было выстроено новое здание, где разместилась гостиница «Вучево», а затем помещения в ней переделали для нужд музея. С 2014 года в здании музея есть и Городской народный театр Фочи. Музей насчитывает пять выставок.

## Выставки

### Доктор Ристо Еремич
Выставка доктора Ристо Еремича является одной из пяти музейных выставок. Ристо Еремич — один из основателей сербского культурного и образовательного общества «Просвета» и председатель его главного комитета. Окончил медицинский факультет университета Граца и стал первым выходцем из Фочи, получившим высшее образование. Первый хирург, работавший на территории современной Боснии и Герцеговины. Автор 15 книг и более 70 научно-исследовательских работ, бывший главврач Государственной больницы Сараево, почётный доктор Белградского университета и академик.

### Фоча в прошлом
Выставка «Фоча в прошлом» (серб. Фоча у прошлости) позволяет посетителям познакомиться с историей Фочи и её окрестностей, охватывая период с древнейших времён до середины XX века. В числе экспонатов присутствуют материальные предметы и фотографии с изображениями Фочи разных времён и выдающихся личностей. Особое внимание привлекают такие экспонаты, как образцы оружия, различные орудия и гончарные предметы Древнего мира; средневековые копья, мечи и булавы; украшенное оружие эпохи Османской империи. Также среди экспонатов есть и старинные монеты разного достоинства, которые когда-либо были в обращении в Фоче.

### Фочанский период Народно-освободительной войны Югославии
Эта выставка охватывает период с 20 января по 10 мая 1942 года, когда Фоча была главным городом де-факто контролируемых югославскими коммунистическими партизанами земель, а в ней находилось руководство ЦК КПЮ и Верховный штаб во главе с Иосипом Брозом Тито. Выставка включает в себя фотографии той эпохи, связанные с югославской партизанской армией — в том числе и связанные с помощью перенёсшим обморожение партизанам-участникам Игманского марша. Этим же периодом датируется «Фочанский правопорядок» — свод документов, составленных Моше Пияде и положенных в основу будущего государственного устройства Югославии.

### Этнографическая выставка
Включает в себя мебель, предметы быта и народной одежды прошлых эпох, отражающие жизнь и быт жителей Фочи и окрестных земель в прошлом. Она позволяет составить представление об устройстве и быте фочанского дома начала XX века, а также представляет вниманию посетителей подлинные ремесленные изделия.

### Выставка-мемориал
Является памятником военным и гражданским лицам, погибшим во время Боснийской войны (в историографии Республики Сербской — Оборонительной Отечественной войны). Выставку основала Ветеранская организация общины Фоча и временно разместила её в музее. В комнате находится список 642 солдат Армии Республики Сербской и гражданских лиц из общины Фоча, погибших во время войны. К экспонатам выставки относятся фотографии, документы и предметы эпохи гражданской войны в Югославии.
Значительная часть экспонатов посвящена солдатам Армии Республики Сербской, в том числе бойцам 11-й пехотной бригады. Ряд экспонатов относится к военному преступлению, совершённому 12 декабря 1992 АРБиГ в деревне Йошаница — от рук солдат АРБиГ в тот день было убито 56 человек, среди которых, помимо военных, было много женщин и детей. Часть экспонатов выставки посвящена бомбардировкам Республики Сербской странами НАТО в 1995 году.

## Галерея экспонатов

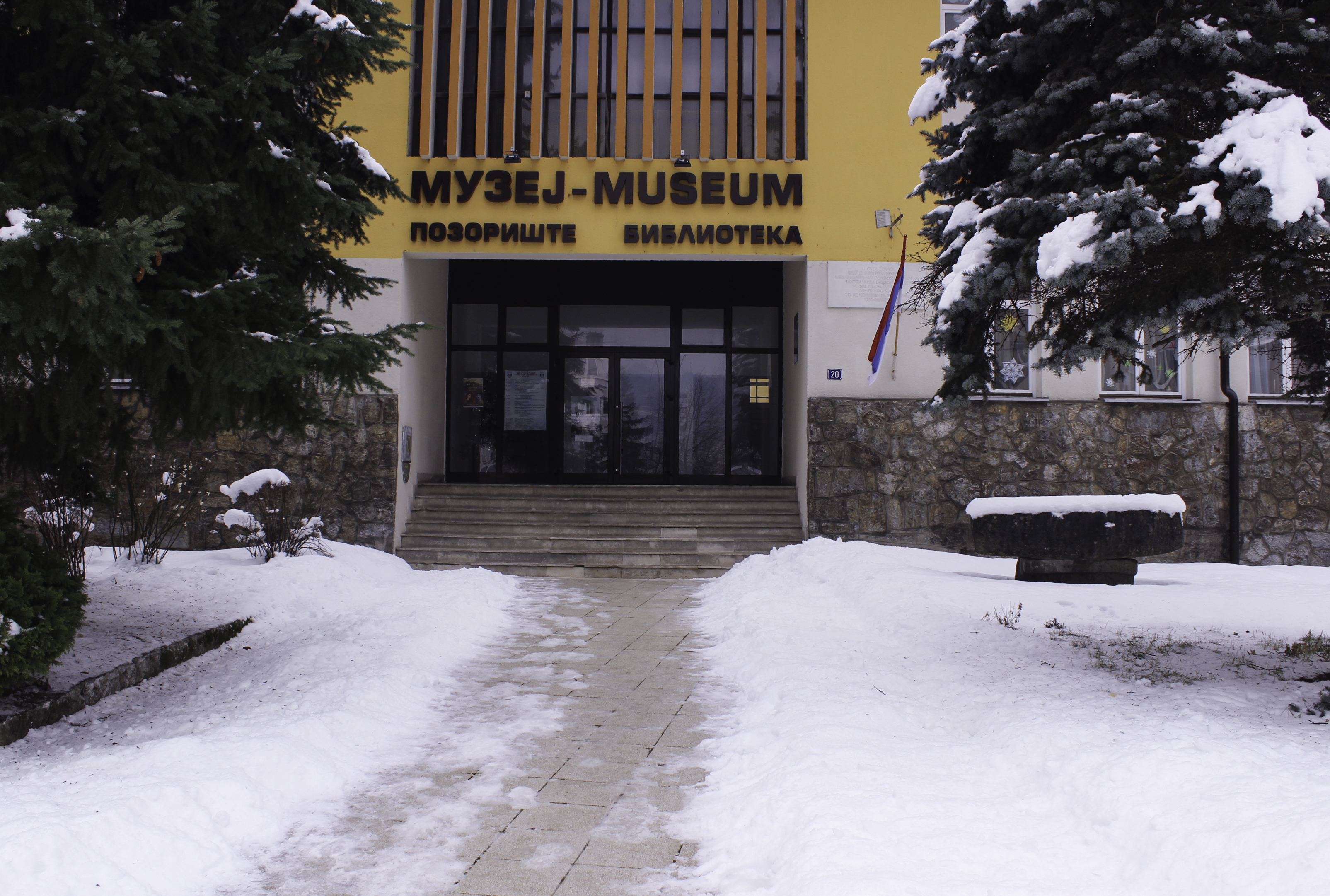
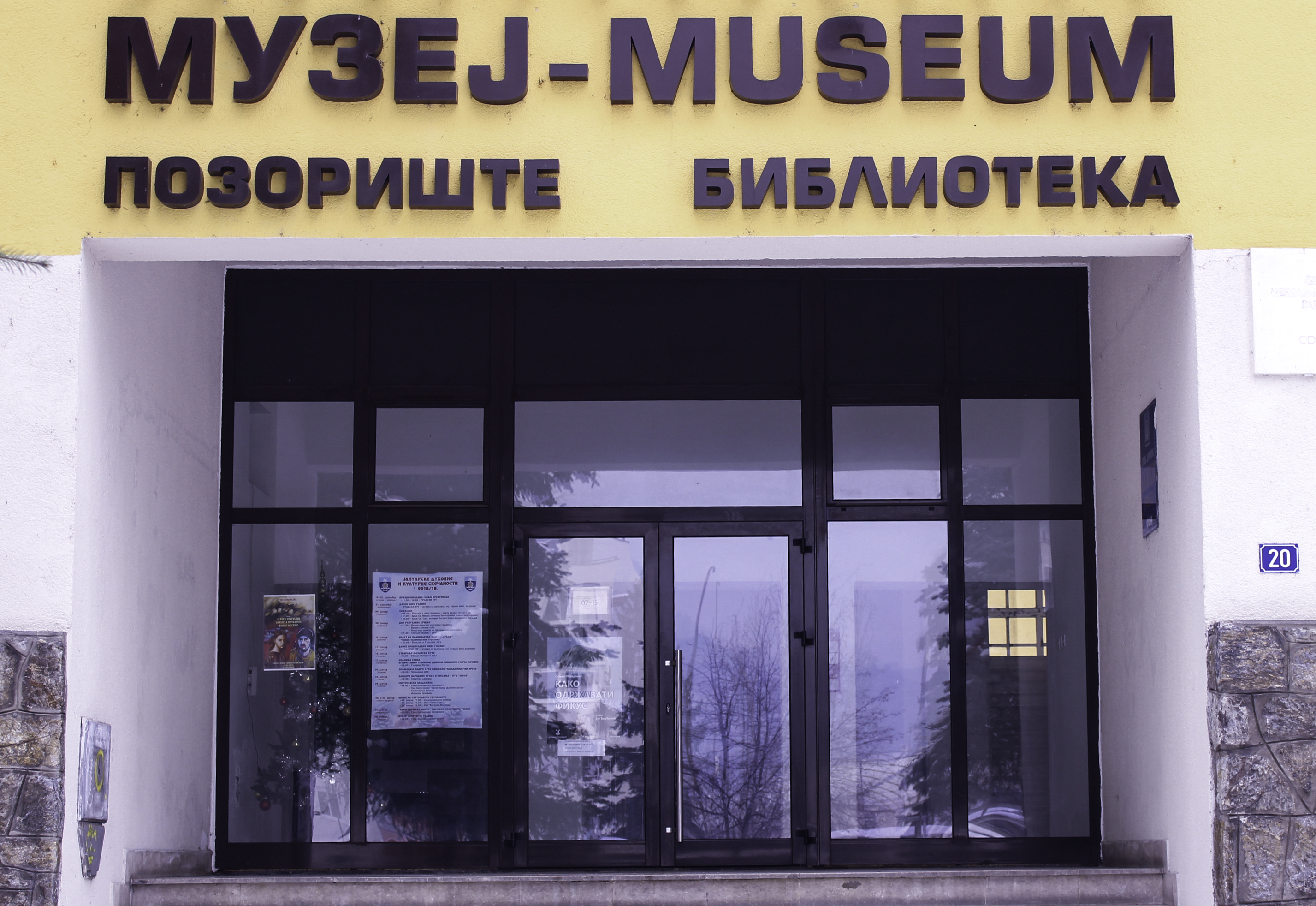
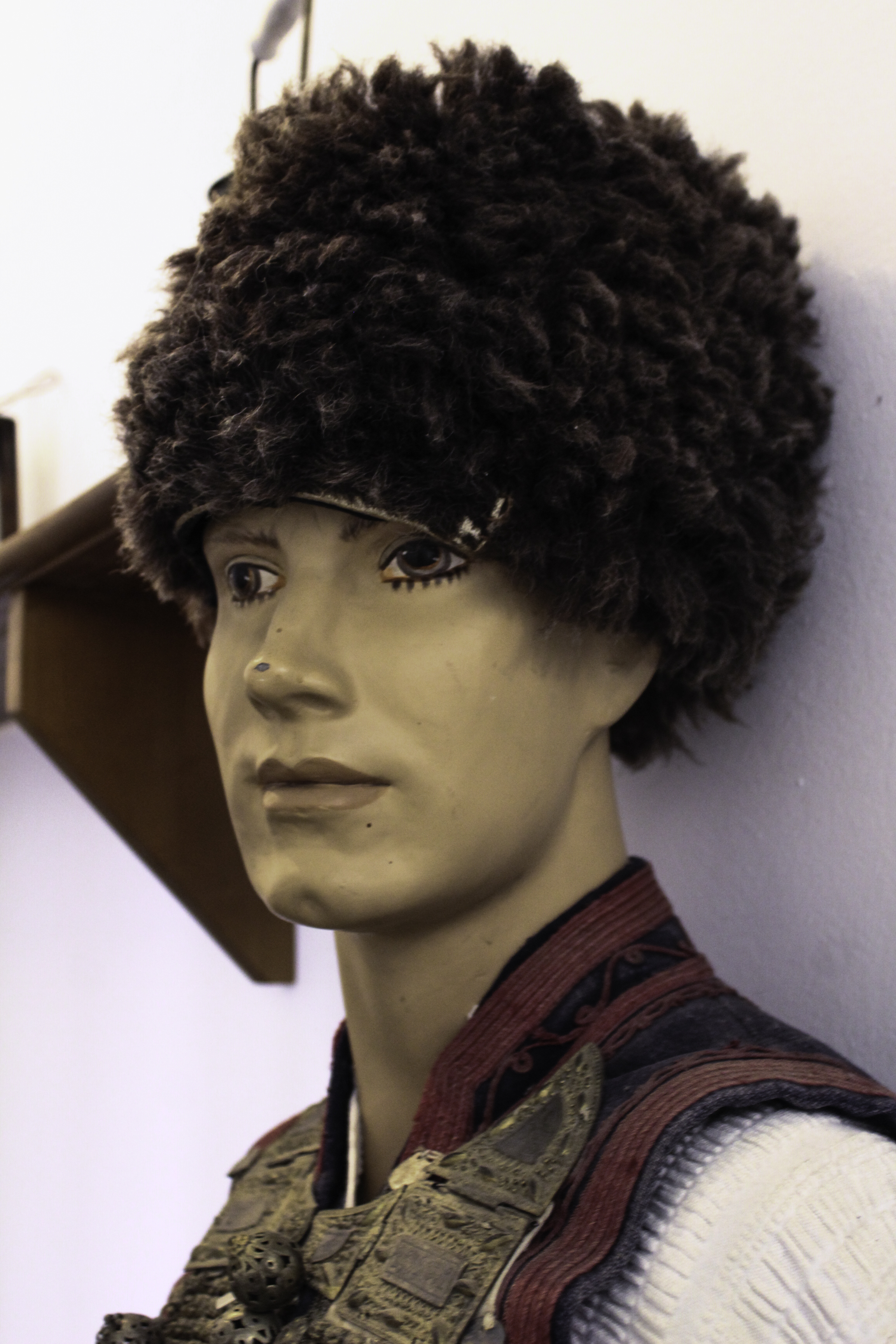
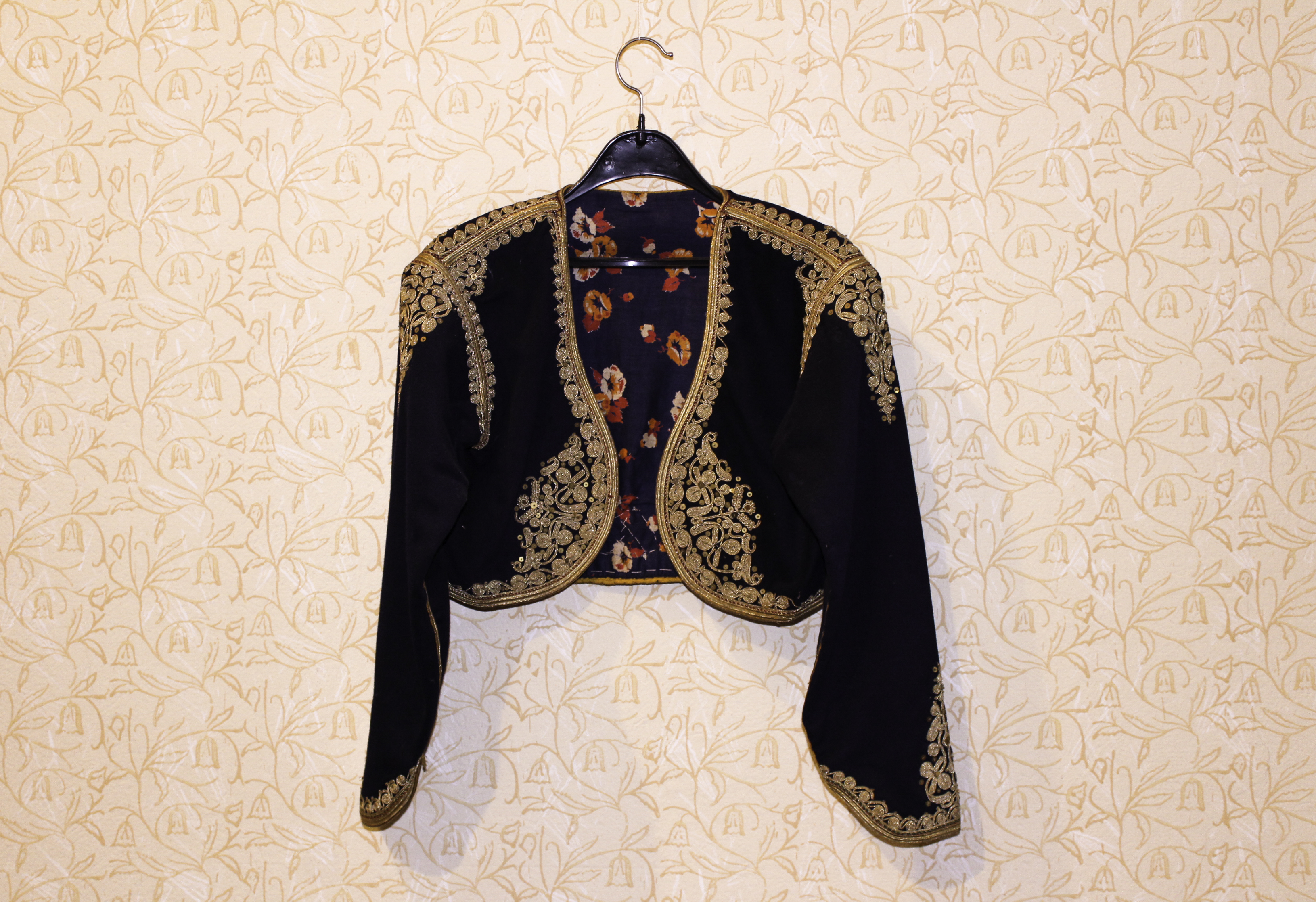
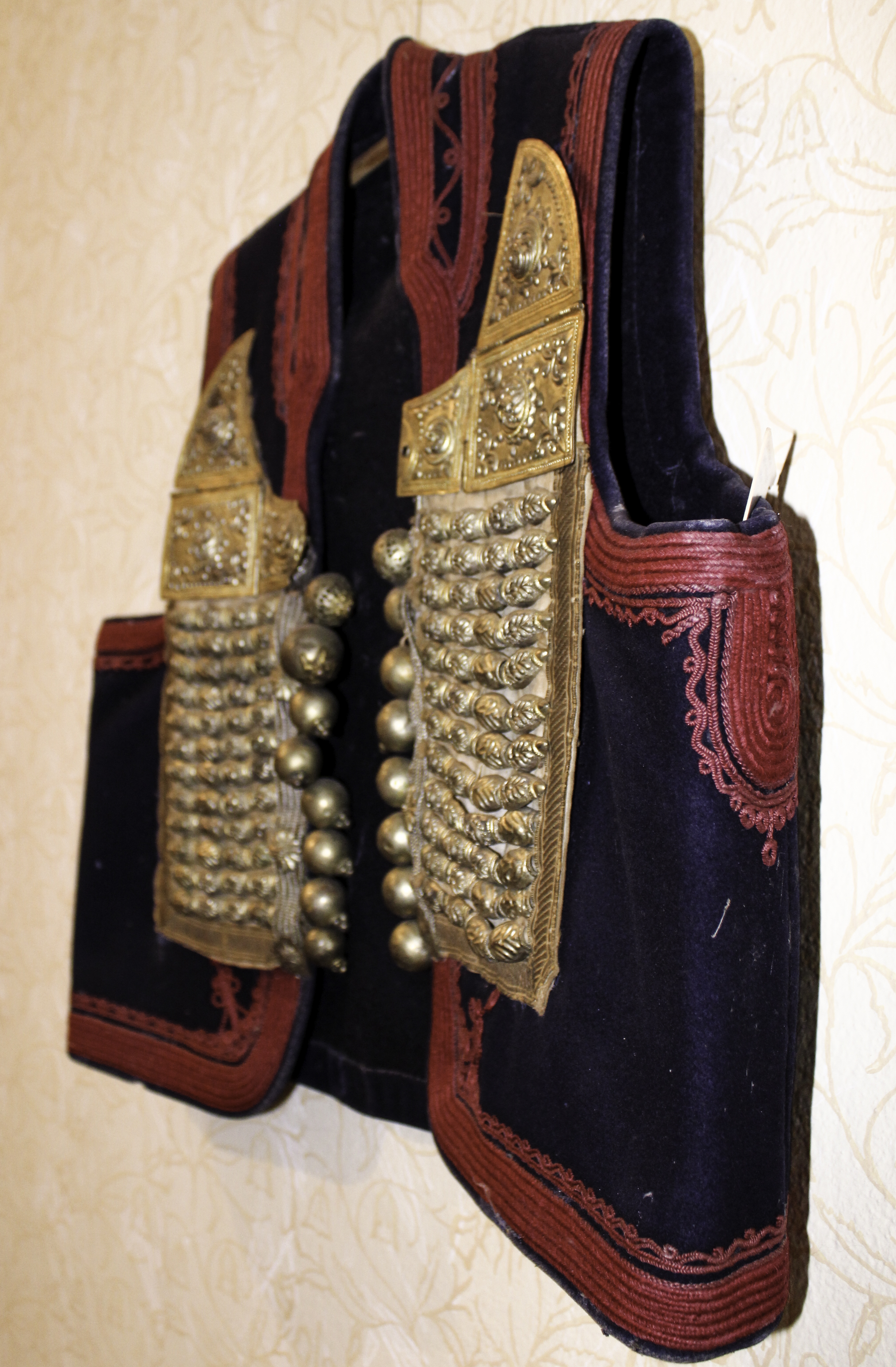
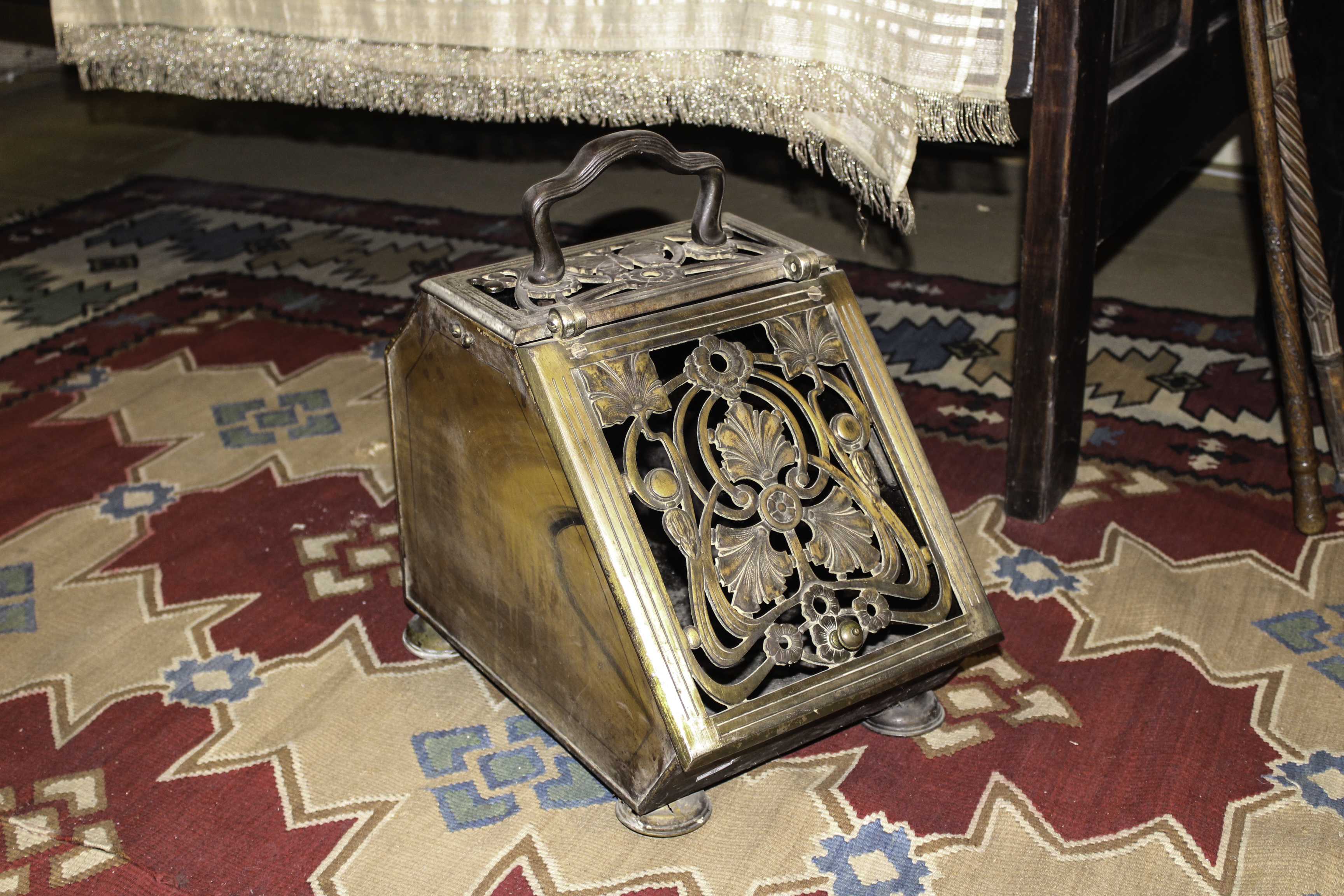
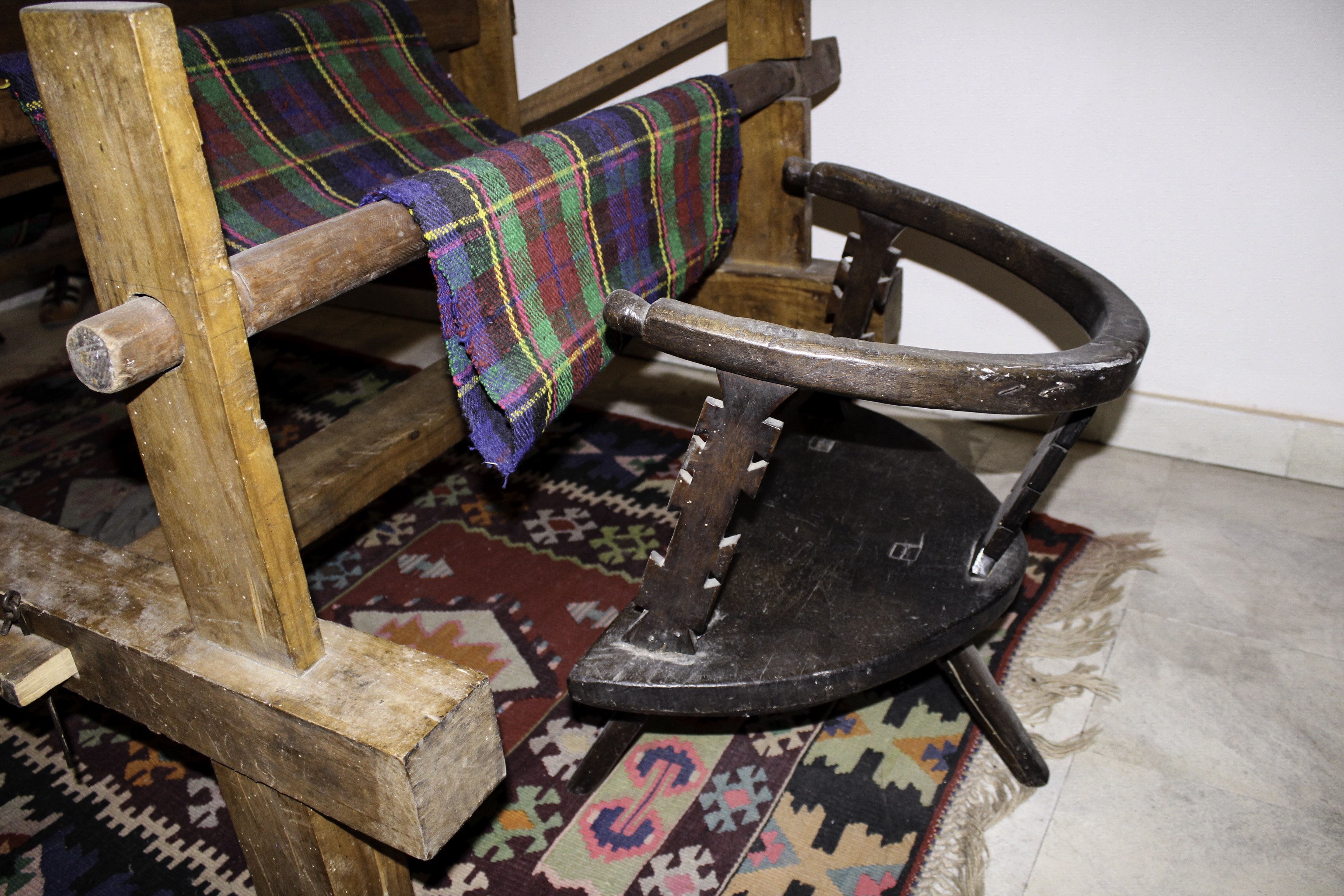
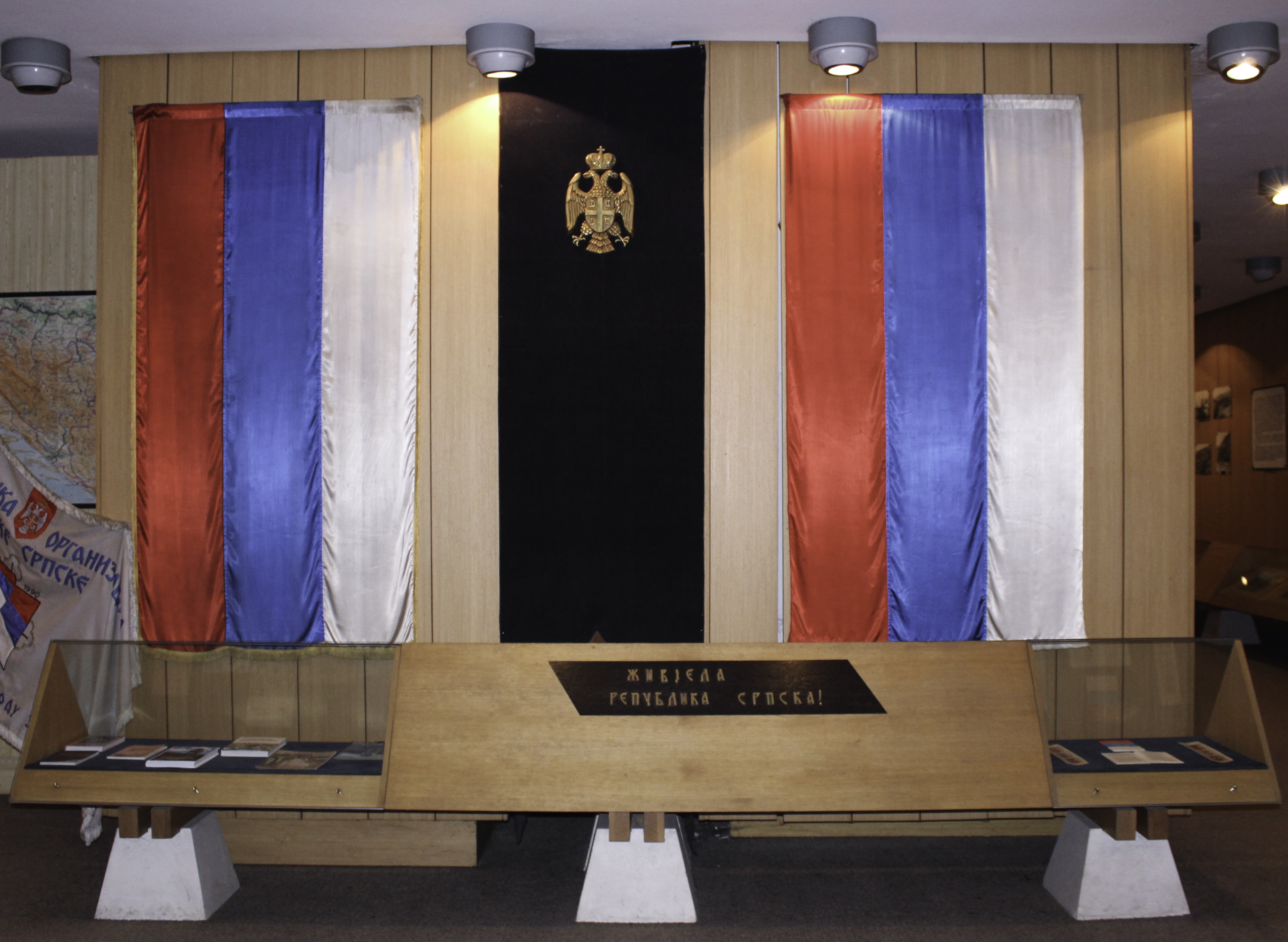
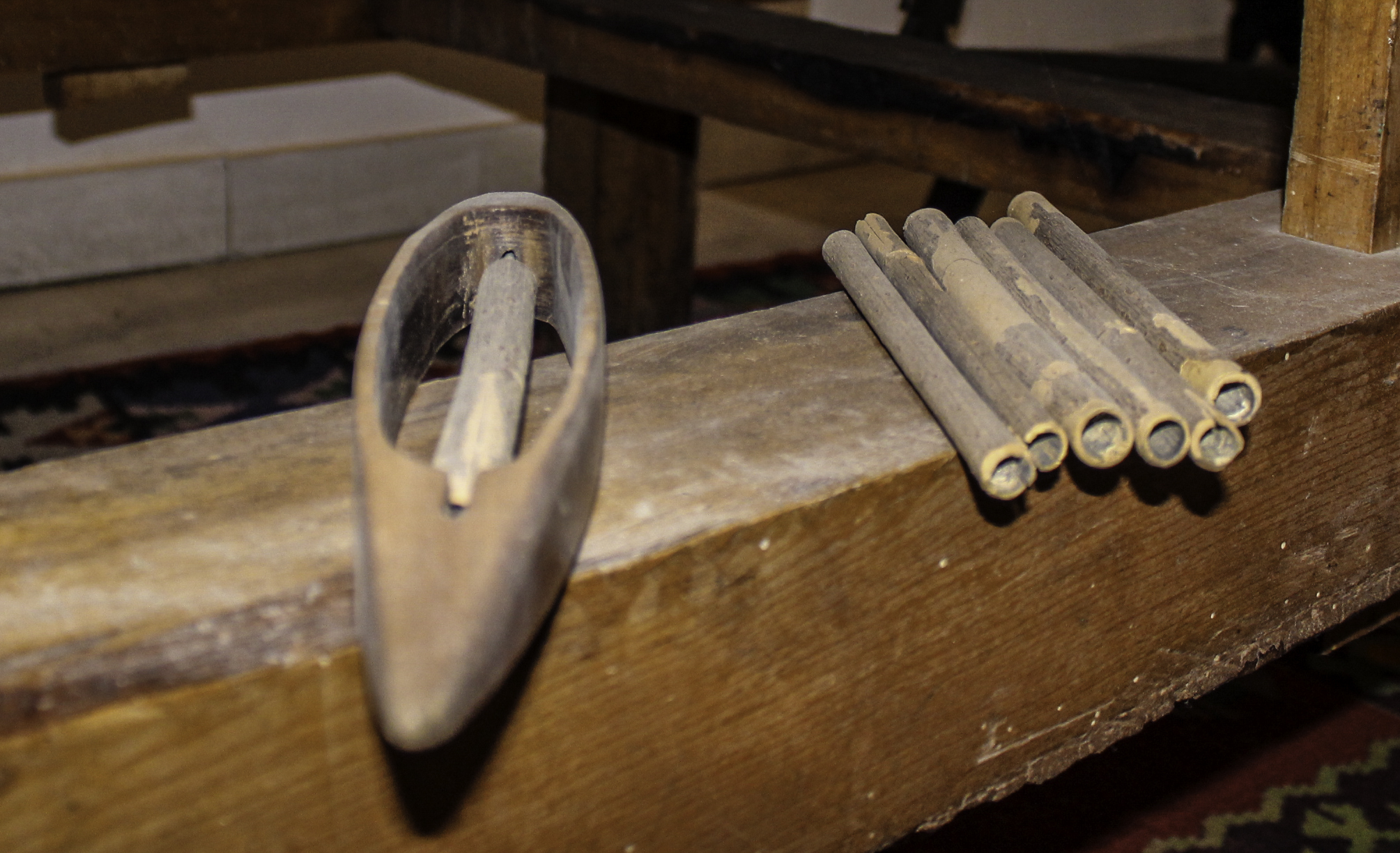
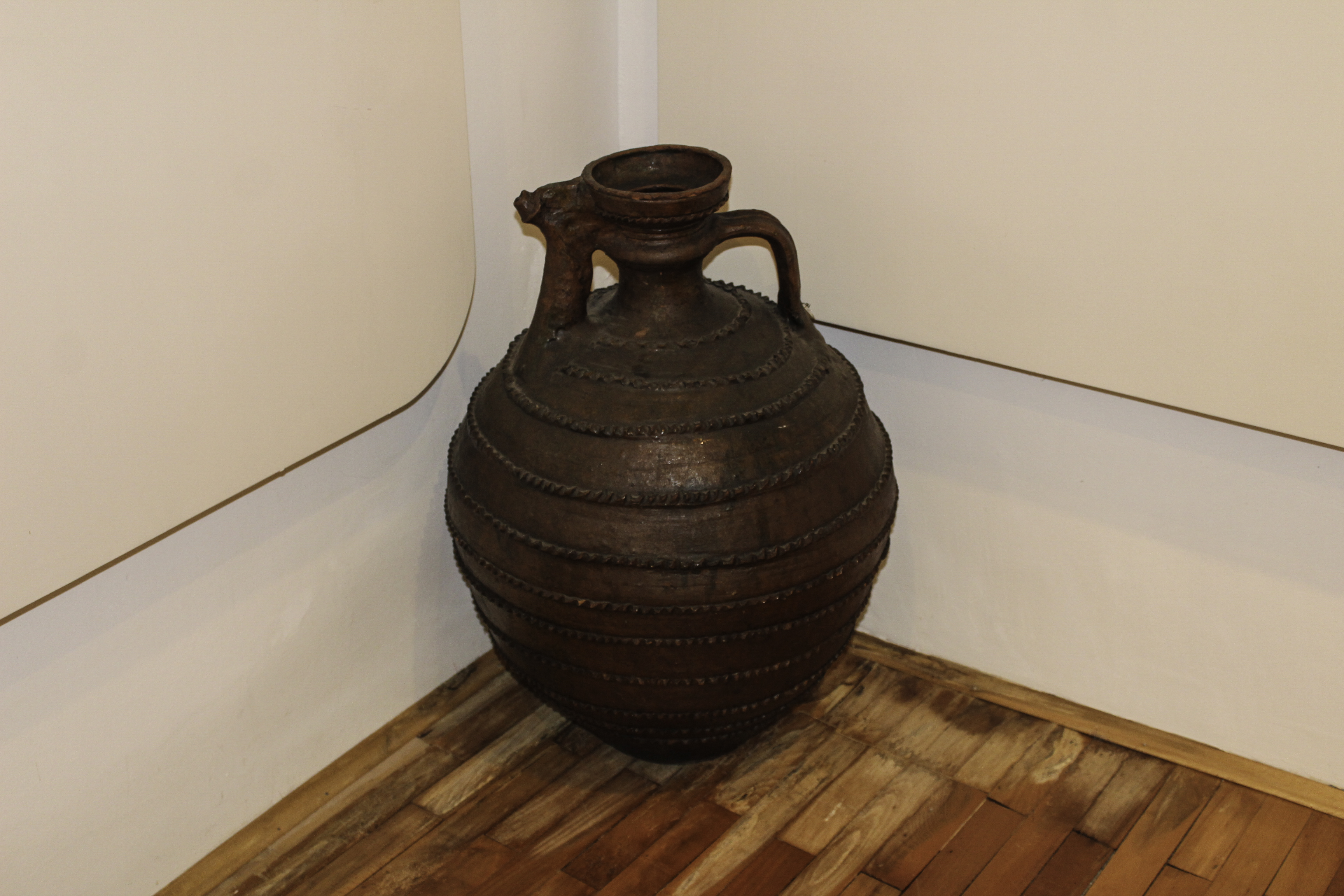
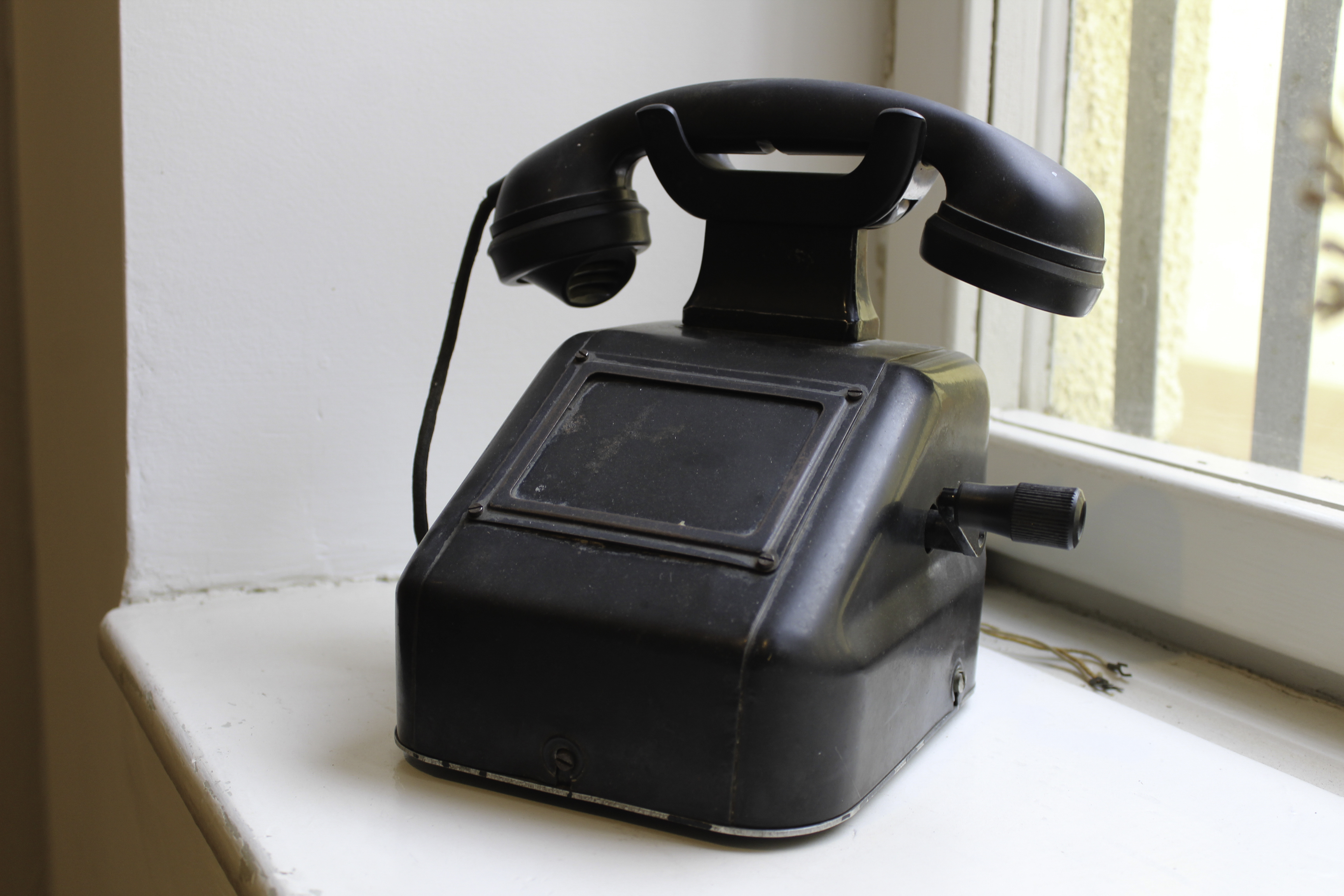
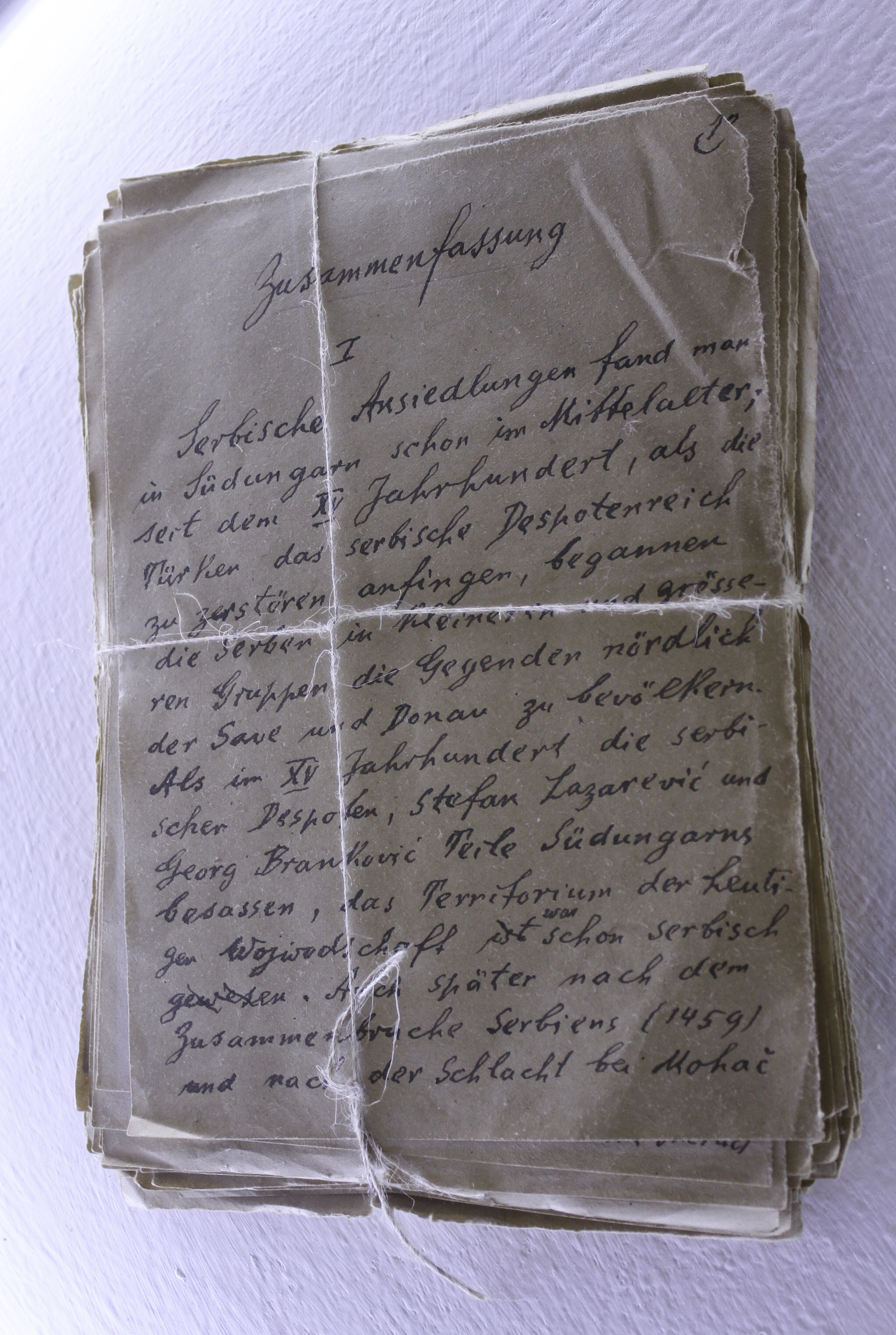